# Haplopus mayeri
Haplopus mayeri är en insektsart som först beskrevs av Andrew Nelson Caudell 1905.  Haplopus mayeri ingår i släktet Haplopus och familjen Phasmatidae. Inga underarter finns listade i Catalogue of Life.